# Angus MacDonald (football)
Angus Lees MacDonald (né le 15 octobre 1992 à Winchester) est un footballeur anglais. Il évolue au poste de défenseur central.

## Biographie
Le 1er août 2016, il rejoint le club de Barnsley.
Le 31 janvier 2018, il rejoint Hull City, il a signé un contrat de 2 ans et demi. En août 2020, il quitte le club.
Le 15 août 2020, il rejoint Rotherham United où il signé un contrat de 2 ans,.
Le 19 juillet 2022, il rejoint Swindon Town qui évolue en  EFL League Two (4ème division), où le joueur a signé un contrat de 2 ans.
Le 31 janvier 2023, il rejoint Aberdeen qui évolue en Scottish Premiership, où il a singé un contrat à court terme. Le club annonce son départ le 3 février 2025.
En février 2025, il rejoint Exeter City.